# Holler (Weiswampach)

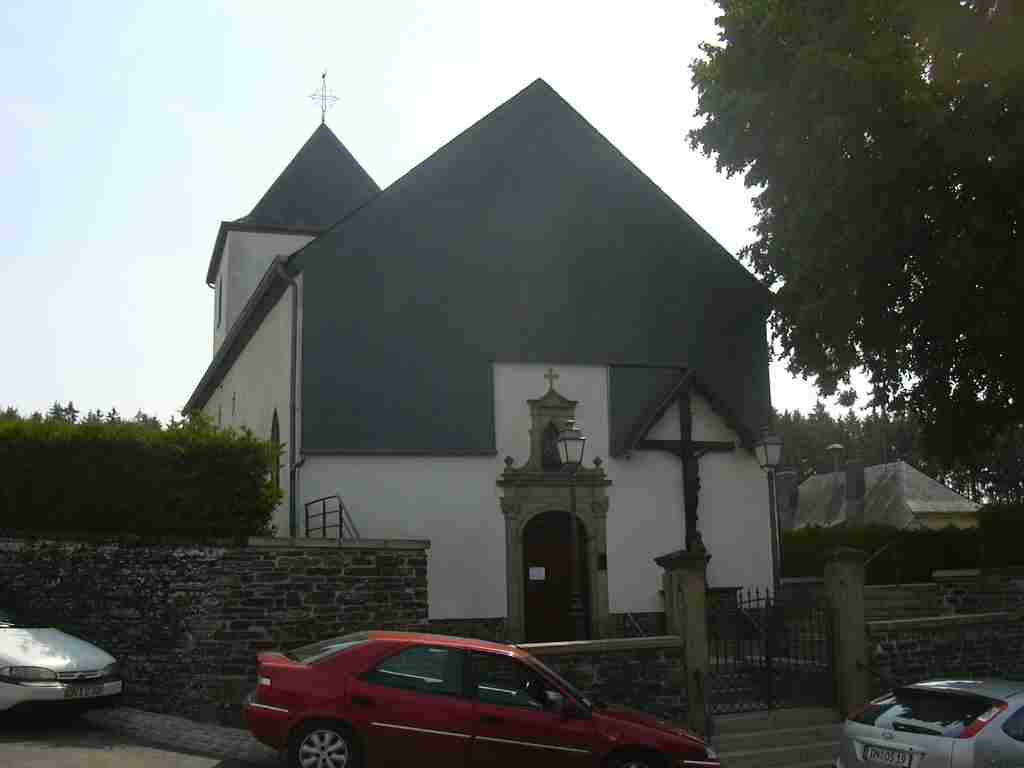
Die Kirche

Holler (luxemburgisch Hollerⓘ) ist ein Ortsteil der Gemeinde Weiswampach, Kanton Clerf im Großherzogtum Luxemburg.
Der 92 Einwohner zählende Ort liegt etwa zwei Kilometer vom Gemeindehauptort entfernt im Ösling im nördlichsten Teil des Großherzogtums. Weithin sichtbar wird er von der kleinen romanisch-gotischen Kirche St. Salvator aus dem 12. Jahrhundert überragt. Sie gilt als eine der schönsten Kirchen in den luxemburgischen Ardennen.
Holler wurde erstmals im Jahre 863 als Hunlar erwähnt, und zwar als Niederlassung der Abtei Prüm. Genau so wie die Abtei Prüm ist auch die Kirche in Holler Christus-Salvator (Christus dem Erlöser) geweiht. Der erste Pfarrpatron ist der hl. Thomas.
Der Ort zählt einen aktiven Theaterverein und eine Freiwillige Feuerwehr mit Jugendfeuerwehr.
Die Feuerwehr pflegt seit 1987 eine Partnerschaft mit der Freiwilligen Feuerwehr aus Binsfeld bei Nörvenich in Deutschland.
Der Ort ist landwirtschaftlich geprägt. Hauptsächlich werden Kartoffeln angebaut, die als Saatkartoffeln bis nach Afrika exportiert werden. Außer einem Betonmischwerk gibt es kein Gewerbe.